# 亨利·约瑟夫·阿纳斯塔斯·佩罗坦
| 小行星138 | 1874年5月19日  |
| 小行星149 | 1875年9月21日  |
| 小行星163 | 1876年4月26日  |
| 小行星170 | 1877年1月10日  |
| 小行星180 | 1878年1月29日  |
| 小行星252 | 1885年10月11日 |

亨利·约瑟夫·阿纳斯塔斯·佩罗坦（法語：Henri Joseph Anastase Perrotin，1845年12月19日—1904年2月29日）是一名法国天文学家。